# محاسبات کوانتومی بی‌دررو
محاسبات کوانتومی بی‌دررو یا آدیاباتیک (به انگلیسی: Adiabatic quantum computation) (به اختصار AQC) برای حل مسائل بهینه‌سازی به این شکل تعریف شدند: تابع هدف {\displaystyle f}  را در نظر بگیرید که برای {\displaystyle n}  متغیر از یک دامنه گسسته {\displaystyle D} تعریف شده. هدف پیدا کردن مقادیری از {\displaystyle x} است که مقدار تابع {\displaystyle f} را کمینه کند. مسئله می‌تواند محدودیت‌هایی هم داشته باشد که باعث ناموجه شدن بعضی جواب‌ها شود.
الگوریتم با یک هامیلتونین که در طول زمان تغییر می‌کند {\displaystyle H(t)}  توصیف می‌شود که از سه جزء تشکیل شده‌است:
1. یک هامیلتونین اولیه {\displaystyle H(I)} که طوری انتخاب می‌شود که حالت پایه سیستم به راحتی پیدا شود.
2. یک هامیلتونین نهایی {\displaystyle H(F)} که تابع هدف را در خود کد می‌کند به طوری که حالت پایه {\displaystyle Q}  حالت ویژه {\displaystyle H(F)} با کمترین مقدار ویژه است؛ یعنی حالت پایه {\displaystyle Q} متناظر با جواب بهینه مسئله است.
3. یک مسیر تکامل آدیاباتیک به شکل تابع {\displaystyle s(t)}  که هرچه زمان جلوتر می‌رود از مقدار یک به مقدار صفر کاهش می‌یابد. برای نمونه از یک مسیر خطی ساده استفاده می‌کنیم:

{\displaystyle s(t)=1-t/tf}
هامیلتونین {\displaystyle H(t)} طبق فرمول زیر گذاری تدریجی از {\displaystyle H(I)} به {\displaystyle H(F)} ایجاد می‌کند:
{\displaystyle H(t)=s(t)H_{I}+(1-s(t))H_{F}}
این هامیلتونین یک الگوریتم AQC برای حل مسئله است.